# Економічна інформація
Економі́чна інформа́ція (economic information) — сукупність відомостей, що відображають відносини і процеси, пов’язані з виробництвом, розподілом, обміном та споживанням матеріальних і нематеріальних благ.

## Основні сфери інтересів
Максимальний аналіз усієї наявної інформації про суспільні процеси виробництва, розподілу, обміну та використання матеріальних благ, корисні дані сфери економіки, що відображають через систему натуральних, трудових і вартісних показників, планову й фактичну виробничо-господарську діяльність та причинний взаємозв'язок між керуючим і керованим об'єктами. 

## Доцільність
Економічна інформація використовується на всіх рівнях управління народним господарством країни, зокрема в усіх галузях агропромислового комплексу.

## Класифікація
Економічну інформацію класифікують за рядом ознак:
- Залежно від здійснюваних в управлінні функцій розрізняють:
  - Директивна інформація дані, які містяться в директивних документах;
  - Нормативна інформація відомості про діючі та проектовані нормативні показники;
  - Планова інформація в структурі економічної інформації займає 8 — 10 %. Вона містить директивні вказівки про розвиток конкретного об'єкта управління та його складових.
  - Облікова інформація в системі економічної охоплює в середньому 88 — 90 %, відображаючи господарські процеси у вигляді натуральних, трудових і вартісних показників. Складовими частинами облікової інформації є бухгалтерські, звітно-статистичні та оперативні дані.
  - Регулююча інформація займає в середньому майже 2 % від загального обсягу економічної інформації. На її основі приймають рішення щодо регулювання параметрів виробництва або планових завдань.
  - Аналітична інформація дані оперативного обліку;
  - Статистична інформація дані статистичного обліку;
  - звітна інформація відомості про фактичний стан різних сторін виробничо-господарської діяльності підприємства;
  - Довідкова інформація відомості, що формуються за запитами користувачів системи;
  - Спеціальна інформація сегменти по задачах, масиви, константи тощо.
- За стадіями утворення економічну інформацію поділяють на первинну та похідну.
  - Первинна інформація відображає виробничо-господарські процеси в момент їх проходження. Це, як правило, бухгалтерська інформація, збір якої переважно здійснюється вручну і заноситься на носій типу «первинний документ» (ПД).
  - Похідна інформація є результатом обчислень і поділяється на проміжну, що підлягає подальшій обробці, та результативну.
- Як первинна, так і похідна економічна інформація може бути змінною (робочою, оперативною) і постійною.
  - До змінної інформації належать показники разового використання, зокрема дані про кількість відпрацьованого часу, виконаних тонна-кілометрів, надоєного молока тощо. Показники змінної (оперативної) інформації мають властивість змінювати свої значення. Наприклад, виробіток одного й того ж працівника в різні дні, як правило, різний. Але ж норма виробітку і розцінка за працю можуть бути одними й тими ж. І тоді це вже постійні дані. Їх, якщо необхідно, вибирають із баз даних (довідників норм виробітку, норм витрат праці, норм амортизаційних відрахувань, норм витрат пально-мастильних матеріалів, розцінок за одиницю роботи і т. д.).
  - Постійна інформація використовується багаторазово, тобто вона характеризуються деякою стабільністю. Критерієм, що визначає стабільність показника в робочому масиві, є коефіцієнт стабільності інформації. При цьому постійною вважають інформацію, коефіцієнт стабільності якої становить не менше 0,85.
- За об'єктивністю відображення явищ, подій, господарських операцій інформацію розподіляють на достовірну і недостовірну.
- За насиченістю реквізитами — на недостатню, достатню та надлишкову.
- За місцем виникнення інформація ділиться на внутрішню та зовнішню.
  - Внутрішньою називається інформація, яка виникає всередині об'єкта (підприємство, цех, склад тощо). Внутрішня інформація поділяється на інформацію про продукцію, про виробничі процеси та про внутрішні збурення. Інформація про продукцію характеризує якісні та кількісні сторони продукції. Інформація про процеси виробництва надає дані про хід технологічного виробництва, про енергоносії тощо. Інформація про внутрішні збурення включає відомості про простої, відсутність матеріальних цінностей тощо
  - Зовнішня інформація поділяється на планову, нормативно-довідкову та інформацію про зовнішні збурення. До планової зовнішньої інформації відноситься інформація про параметри об'єкта управління на наступний період. Нормативно-довідкова інформація містить різні нормативні та довідкові дані. Інформація про зовнішні збурення містить дані про несвоєчасну зміну нормативів, недостачу матеріалів для виробництва тощо.
- За стадіями утворення інформація поділяється на вхідну, вихідну та проміжну:
  - Вхідна інформація — це інформація, що виникає на початковій стадії процесу управління. Вона являє собою сукупність вхідних даних, необхідних для розв'язання задачі. До вхідних даних можна віднести усі первинні дані та нормативно-довідкову інформацію;
  - До вихідної відноситься інформація, отримана в результаті розв'язання задач та призначена для безпосереднього використання в управлінні;
  - Проміжна інформація є результатом розв'язання задачі та використовується при розв'язанні інших задач як вхідна інформація.
- За часовим періодом виникнення інформація поділяється на оперативну та поточну:
  - Оперативна інформація — це інформація з нерегламентованим періодом надходження в систему;
  - Поточна інформація — це інформація, яка надходить згідно з установленим регламентом.
- За об'єктивністю відображення інформація поділяється на достовірну, недостовірну, точну і неточну.
- За повнотою інформація поділяється на достатню, надлишкову та недостатню.
- За відношенням до процесу обробки інформація поділяється на оброблювану та необроблювану.
- За інтервалом часу між надходженням інформація поділяється на періодичну та неперіодичну.

Для того, щоб людина могла сприймати інформацію, повинна бути здійснена її індикація. Існують такі типи індикації:
- цифрова — цифровий запис у документі, цифровий запис на лічильниках, табло, екрані ПК тощо;
- алфавітна — словесний запис у документі, словесний запис на лічильниках, табло, екрані ПК тощо;
- символічна — умовне зображення на кресленнях, схемах тощо;
- предметно-візуальна — фотознімок, зображення на екрані, роздруковане зображення тощо.

Інформація надходить працівникам апарату управління як із власних структурних підрозділів, так і від інших організацій. За цією ознакою інформацію поділяють на внутрішню і зовнішню. І, насамкінець, інформацію, що надходить до об'єкта управління, називають вхідною, а інформацію від об'єкта — вихідною.

## Інформація і підприємництво
Представник Австрійської школи економіки Хесус Уерта де Сото критикує неокласичну теорію інформації:
| | … суб’єктивне сприйняття інформації є суттєвим елементом методології австрійської школи, який відсутній у неокласичній теорії, де інформація трактується як виключно об’єктивна. Більшість економістів не усвідомлюють того, що говорячи про інформацію, австрійці і неокласики мають на увазі принципово різні речі. З точки зору неокласиків, інформація - це дещо об’єктивне, свого роду товар, який продають і купують на ринку у відповідності з рішеннями про максимізацію.Ця «інформація», яку можна зберігати на різноманітних носіях, не має нічого спільного з суб’єктивною інформацією, про яку пишуть австрійці: з практичною і життєво необхідною інформацією, яку діюча особа суб’єктивно тлумачить, знає й використовує у контексті конкретної дії. Економісти австрійської школи критикують Стігліца й інших авторів неокласичної теорії інформації за нездатність інтегрувати свою теорію інформації з підприємництвом, яке й є джерелом і рухомою силою знання. |
| — Хесус Уерта де Сото, Австрийская экономическая школа [Рынок и предпринимательское творчество]. - Челябинск: Социум, 2009. - 174 с. | |